# Biotovo dýchání

Grafické znázornění průběhu Biotova dýchání

Biotovo dýchání je abnormální dýchání, charakteristické nepravidelnými, různě hlubokými dechovými vlnami s různě dlouhými apnoickými pauzami. Je důsledkem poklesu dráždivosti dechového centra a objevuje se například při meningitidě, encefalitidě nebo otravě alkaloidy.
Svůj název získalo po francouzském lékaři Camille Biotovi, který jej roku 1876 popsal.